# 前野長義
前野 長義（まえの ながよし）は、戦国時代の武将。前野家十一代目当主。通称は小二郎で本姓は良岑。織田伊勢守家（岩倉織田家）に仕え、織田信有（六/七郎左衛門、織田信安弟）・稲田修理亮と並び、岩倉三奉行と称された。

## 略歴
文安4年（1447年）、尾張国の土豪である前野家の当主前野時正の嫡男として生まれる。初め前野太郎。後に元服して前野小二郎長義を名乗る。長義は、当時の織田伊勢守家当主織田敏信（織田信定の兄）に仕え、父から軍奉行の役職を受け継いだ。
長享元年（1487年）9月、室町幕府9代将軍足利義尚による第一次六角征伐（長享の乱・鈎の陣）の際には、主君敏信の元で尾張守護斯波義寛軍に従軍して上洛し、六角行高軍と戦って武功を挙げた。
延徳3年（1491年）8月、室町幕府10代将軍足利義材による第二次六角征伐（延徳の乱）の際には、主君の命令で大和守家当主織田敏定に従って斯波義寛軍に従軍・遠征し、武功を挙げた。上洛した際、宇治川での合戦で敵将2人の首級を揚げた。
明応4年（1495年）、主君の敏信が美濃国鏡野で討ち死にすると、敏信の嫡男である織田信安に仕えた。
永正9年（1512年）8月23日、死去した。

## 前野氏について
前野氏は、桓武天皇の子の良岑安世を始祖とする良岑氏の系統で、良岑高成(原高成)の子である前野高長が尾張国丹羽郡前野村（現在の愛知県江南市前野町〜大口町辺り）に移り住んで前野を自称し、その曽孫である前野時綱が正式に名乗ったのが始まりとされている。

## 武功夜話について
武功夜話（ぶこうやわ）は、尾張国の土豪前野家の動向を記した家譜の一種であり、前野家文書ともいわれる。ただ、用いられている語彙の一部は現代人にも容易に理解できるものがあり、史料としての真実性と信頼性は低い。

## 系譜
- 父：前野右馬三郎時正
- 母：不詳
  - 本人：前野長義
  - 妻：安井重幸妹（安井小次郎娘）
    - 男子：前野五郎九郎正義
    - 男子：前野小次郎宗康
    - 男子：前野又五郎時氏（坪内忠勝）
    - 男子：前野長兵衛義高
    - 女子：坪内勝定室